# Lauge Koch
Svend Lauge Koch (Født 5. juli 1892 i Kærby ved Kalundborg, død 5. juni 1964 på Diakonissestiftelsen) var en dansk geolog, polarforsker og dr.phil., søn af Carl Koch og Elisabeth f. Knauer. Han ledede et stort antal Grønlandsekspeditioner.
Han kendes primært for ekspeditionen nord om Grønland 1920-1923, også kaldet Jubilæumsekspeditionen. Herudover kan nævnes Treårsekspeditionen 1931-1934, hvor man blandt andet fandt jordens ældste padder, de såkaldte "firbenede fisk".
Også ekspeditionen 1948, hvor man opdagede blyforekomsten ved Mestersvig, må tælle med blandt Kochs skelsættende rejser.
Lauge Koch er begravet på Hørsholm Kirkegård.

## Hædersbevisninger
Daly-Medaillen, som uddeles af American Geographical Society, blev for året 1930 tildelt Dr. Lauge Koch.
I slutningen af 2017 tog det danske søværn Lauge Koch i brug, det tredje inspektionsfartøj af Knud Rasmussen-klassen.

## Forfatterskab

### På internettet
- Lauge Koch: "Foreløbig Rapport over de paa Ekspeditionen udførte geografiske og geologiske Arbejder" (Geografisk Tidsskrift, Bind 24; 1918)
- Lauge Koch: "Plan for Jubilæumsekspeditionen Nord om Grønland" (Geografisk Tidsskrift, Bind 25; 1919)
- Lauge Koch: "Rapport om Jubilæums Ekspeditionen nord om Grønland" (Geografisk Tidsskrift, Bind 27; 1924)
- Lauge Koch: "De videnskabelige Resultater af Jubilæumsekspeditionen Nord om Grønland. Rapport I: Kartografi og Geologi" (Geografisk Tidsskrift, Bind 27; 1924)
- Lauge Koch: "De videnskabelige Resultater af Jubilæumsexpeditionen Nord om Grønland. Rapport II: Glaciologi" (Geografisk Tidsskrift, Bind 28; 1925)
- Lauge Koch: "Plan til en Ekspedition til Østgrønland og tværs over Indlandsisen" (Geografisk Tidsskrift, Bind 28; 1925)
- Lauge Koch: "Fra Scoresby Sund til Danmarks Havn. (Rapport om den danske geologiske Ekspedition til Østgrønland)" (Geografisk Tidsskrift, Bind 30; 1927)
- Lauge Koch: "Remarks to H. Bistrup: A day in North Greenland" (Geografisk Tidsskrift, Bind 41; 1938)
- Lauge Koch: "Central-Østgrønland I" (Tidsskriftet Grønland 1953. Nr. 1)
- Lauge Koch: "Central-Østgrønland II Geologiske forhold" (Tidsskriftet Grønland 1953. Nr. 2)